# Bad Driburg
Bad Driburg település Németországban, azon belül Észak-Rajna-Vesztfália tartományban. Lakosainak száma 19 496 fő (2023. december 31.). Bad Driburg Altenbeken, Lichtenau, Willebadessen, Brakel, Nieheim és Steinheim községekkel határos.

## Fekvése
Paderborntól keletre fekvő település.

## Leírása
Az Egge-hegységben, a Ruine Iburg lábánál fekvő városka főképp kénes-iszapos fürdőiről nevezetes.

## Galéria

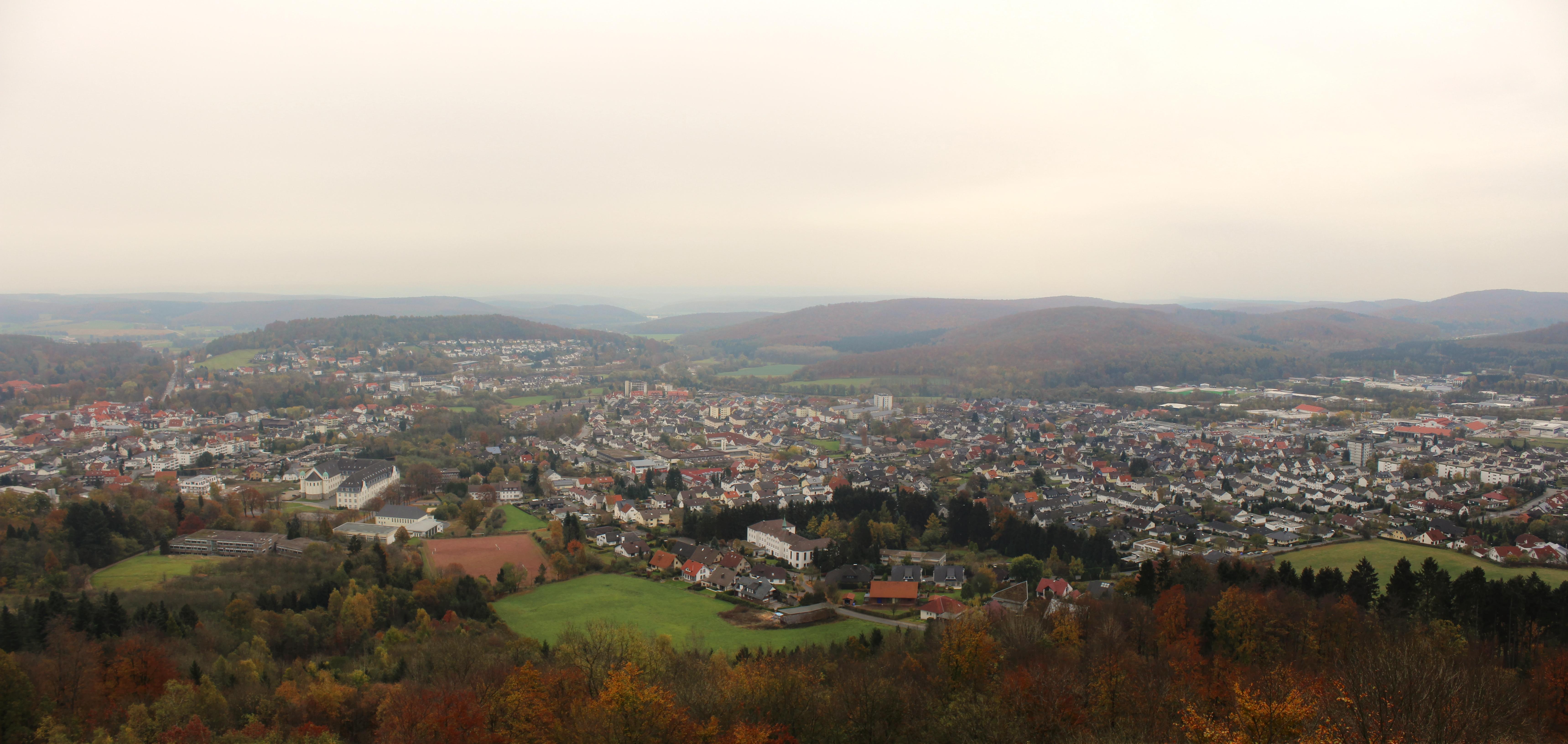
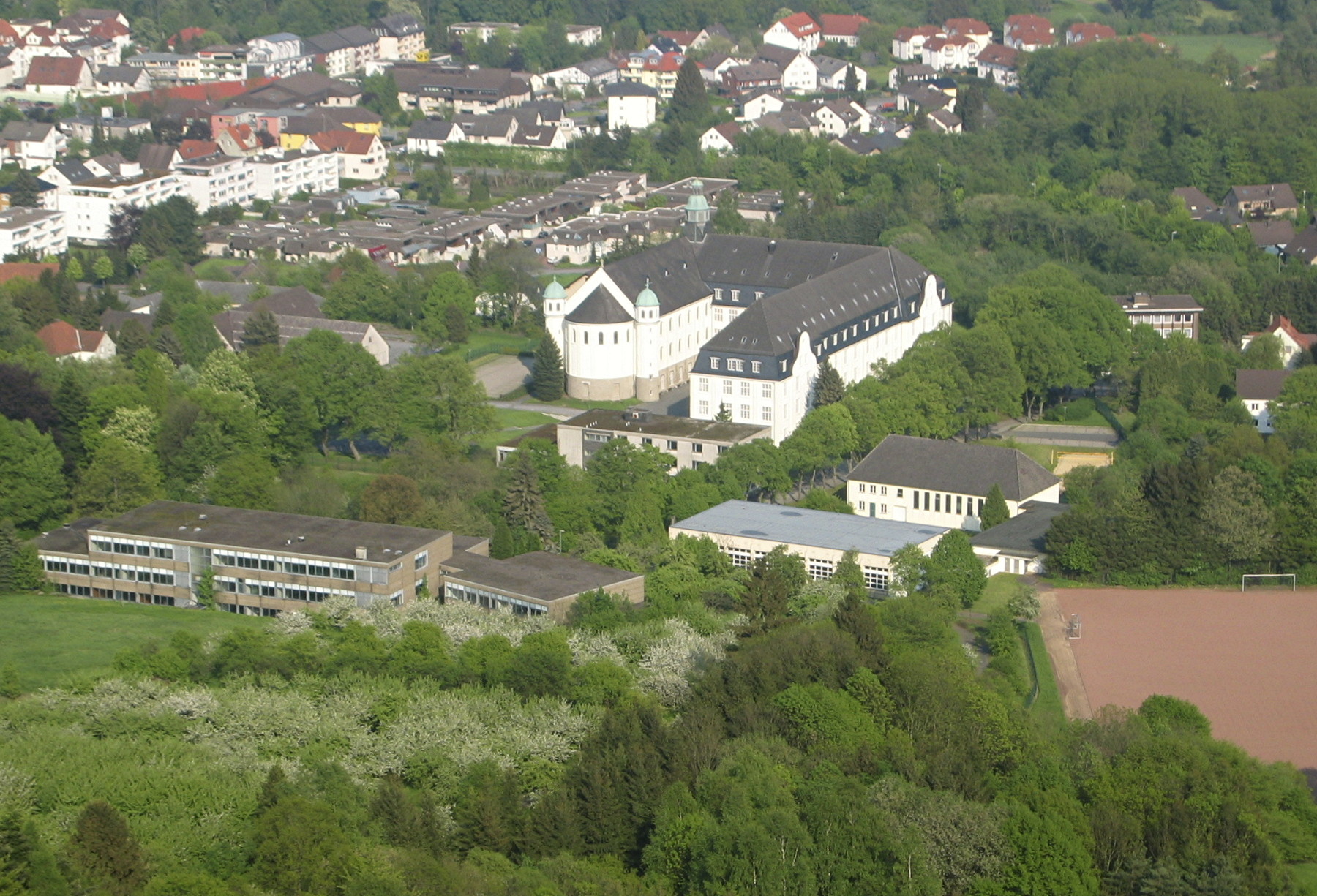
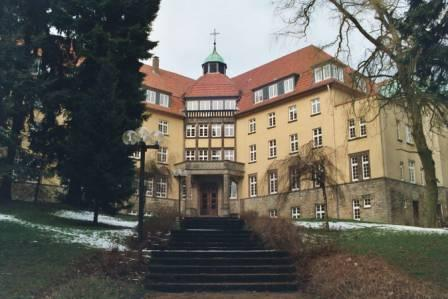
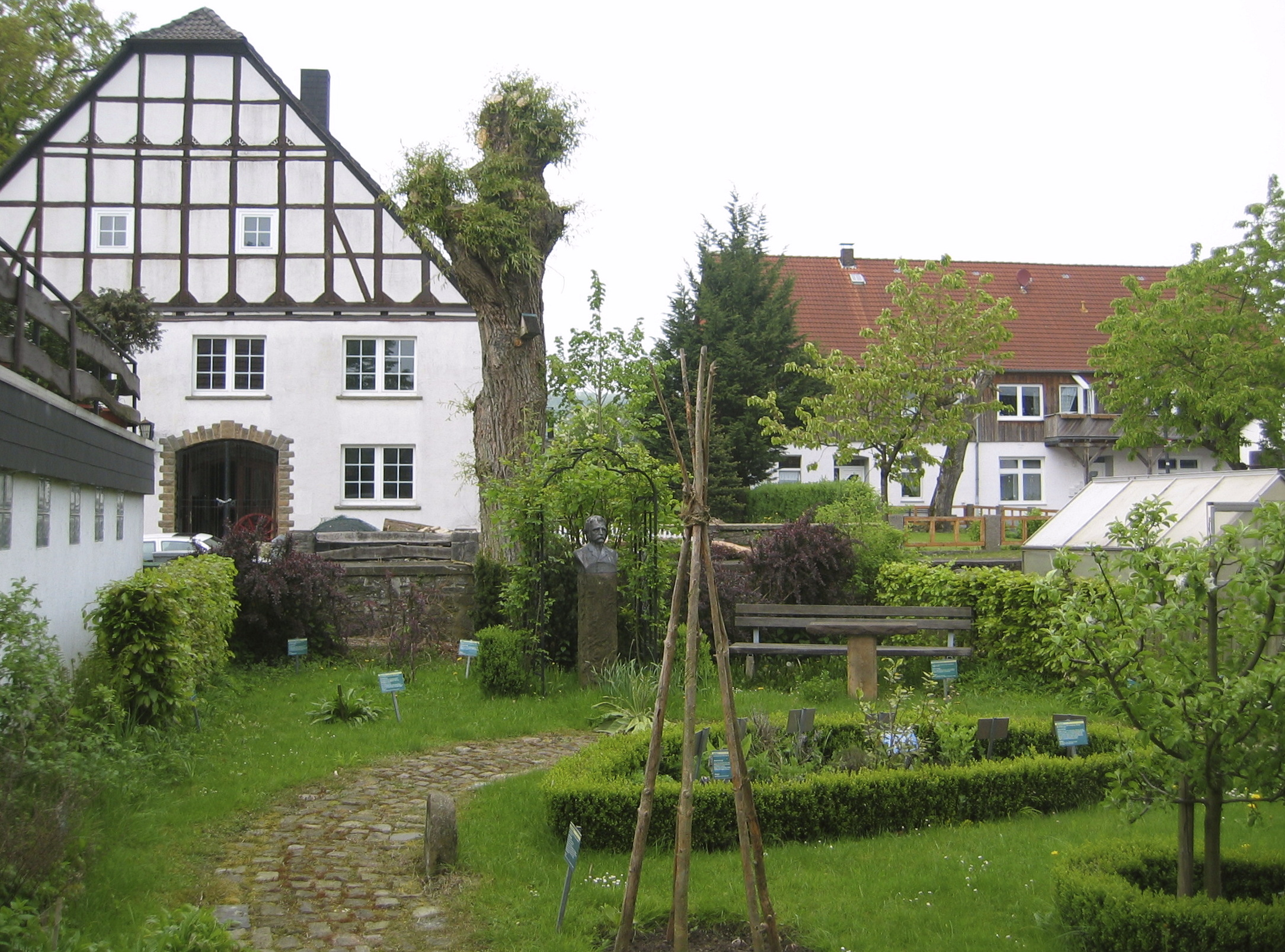
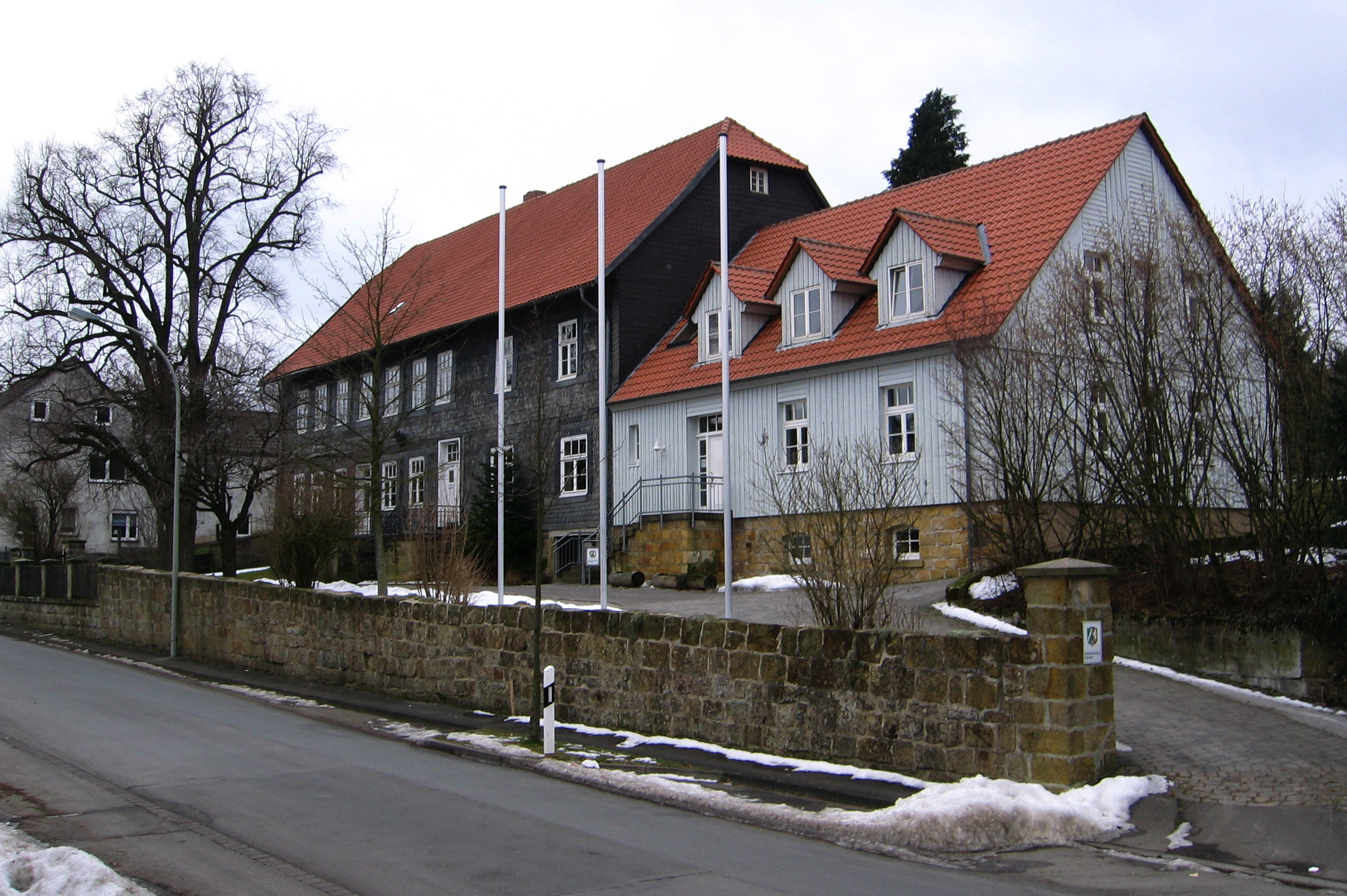
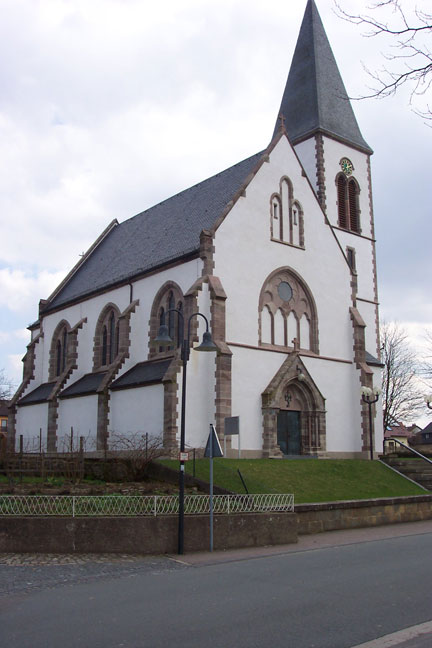